# 基洛夫斯基 (滨海边疆区)
基洛夫斯基（羅馬化：Kirovskiy）是俄罗斯滨海边疆区的市级镇、基洛夫斯基区行政中心及规模最大聚居地，地处滨海边疆区中西部，位于乌苏里江畔，在边疆区首府符拉迪沃斯托克（海参崴）东北方，北方有同属一区的市级镇戈尔内耶克柳奇。A370公路（乌苏里公路）经过该镇。
该地2022年人口有7,993人；2010年人口9,057；2002年人口9,698；1989年人口10,662。